# Austropyrgus ora
Austropyrgus ora е вид коремоного от семейство Hydrobiidae.

## Разпространение
Видът е разпространен в Австралия (Виктория и Нов Южен Уелс).